# Лірична опера Чикаго
Ліри́чна о́пера Чика́го (англ. Lyric Opera of Chicago) — оперний театр, один з найбільших у США.

## Історія
Заснований у Чикаго в 1954 році під назвою «Ліричний театр Чикаго» (англ. Lyric Theatre of Chicago) з ініціативи дочки меблевого фабриканта Керол Фокс, її друга, агента з нерухомості Лоренса Келлі і місцевого диригента (італійського походження) Ніколи Решіньйо. Театр відкрився 1 листопада 1954 року постановкою «Норми» Вінченцо Белліні за участю Марії Каллас (дебют співачки в США). З 1956 театр функціонує під назвою «Лірична опера Чикаго». У перші десятиліття в театрі давали переважно італійські опери, у результаті чого за ним закріпився ярлик «Західного Ла Скала» (La Scala West). Згодом «Лірична опера» стала все частіше включати в репертуар опери німецьких, французьких та інших європейських композиторів, в тому числі К. Пендерецького («Втрачений рай», прем'єрний показ, 1978), М. П. Мусоргського (1980), А. Берга (2013) і А. Дворжака (2014), всі — оригінальними мовами. Почесне місце в репертуарі займають (маловідомі) опери американських композиторів Болкома, Превіна, Е. Дейвіса, Б. Сейлора.
На сцені Ліричної опери відбулися американські дебюти Анни Моффо (1957), Альфредо Крауса (1962), Даніеле Гатті (1991), Рікардо Шайї та інших всесвітньо визнаних артистів. Художніми керівниками та головними диригентами театру були Піно Донаті (1958-75), Бруно Бартолетті (1975-99), Ендрю Девіс (з 2000 понині). З 2010 постійно виступає і займає в театрі адміністративні посади віце-президента і «творчого консультанта» (creative consultant) співачка Рене Флемінг. При театрі з 1974 працює оперна школа «The Ryan Opera Center», що надає річний курс підвищення кваліфікації співаків; кращі стажери школи беруть участь у регулярних спектаклях.
Серед значних постановок: «Мікадо» (1983) А. Саллівана і «Атомний доктор» (2007) Дж. К. Адамса (обидві опери в режисурі Пітера Селларса), «Чіо-Чіо-Сан» (1991) Джакомо Пуччіні та «Кандид» (1994) Леонарда Бернстайна (режисура обох — Гарольд Прінс), тетралогія «Кільце Нібелунгів» Ріхарда Вагнера (вперше в 1996). Крім опер на сцені театру йдуть популярні європейські оперети й американські мюзикли.